# Estación de Segur de Calafell
Estación de Segur de Calafell vasútállomás Spanyolországban, Calafell településen a Madrid–Barcelona-vasútvonalon. Része Barcelona elővárosi vasúti közlekedésének, a Rodalies Barcelonának.

## Kapcsolódó állomások
A vasútállomáshoz az alábbi állomások vannak a legközelebb:
- Estación de Cunit (Barcelona-Estación de Francia, líne R2 sud)
- Estación de Calafell (Estació de Sant Vicenç de Calders, líne R2 sud)